# Nina Wang
Nina Wang, (il cui cognome da nubile era Kung) o Kung Yu Sum (in cinese tradizionale 龔如心; in pinyin: Gŏng Rúxīn; Shanghai, 29 settembre 1937 – Hong Kong, 3 aprile 2007), è stata un'imprenditrice cinese.
Kung Yu Sum si trasferì ad Hong Kong giovanissima con la famiglia ed ancora bambina si legò al magnate dell'industria chimica Teddy Wang, con cui si fidanzò nel 1948 e si sposò nel 1955: Wang ereditò presto dal padre la sua industria chimica e divenne ben presto una delle persone più ricche dell'intero continente asiatico.
Nina Wang amava indossare vestiti tradizionali cinesi ed anche dopo che compì cinquant'anni continuò a portare le treccine, meritandosi il soprannome di "Little Sweet Sweet" ("Siu Tim Tim" o "小甜甜" in cantonese) che stava ad indicare proprio il suo ingenuo candore e la sua lontananza dal losco mondo degli affari. Tuttavia il marito iniziò a subire minacce e ricatti ed il 10 aprile del 1990 venne rapito da un'anonima banda di assalitori.
La Wang fece di tutto per liberarlo, giungendo anche a pagare un riscatto di 60 milioni di dollari, ma del marito non vi fu più traccia e nel 1999 venne dichiarato ufficialmente morto. Ne nacque una disputa riguardo all'eredità tra lei ed il suocero novantaseienne, con quest'ultimo che nel 2005 perse la causa.
Nina Wang ereditò così la Chinachem, l'impresa più importante di Hong Kong che poteva vantare 200 grattacieli e 400 filiali in tutto il mondo. Poco prima di morire possedeva un conto in banca di 4,2 miliardi di dollari ed era la 35ª persona più ricca d'Asia (ma anche la donna più facoltosa) e la 154ª persona più ricca del mondo, almeno secondo le statistiche della rivista Forbes.
Nonostante fosse in possesso di un patrimonio elevatissimo, il suo stile di vita fu sempre frugale e per vivere le bastavano 300 euro al mese. Molto probabilmente negli ultimi anni di vita fu colpita da un cancro.
Da tempo aveva deciso di non farsi cremare, in quanto la Wang, così come il consorte, era cattolica.